# 亞納奧霍山 (胡安埃斯皮諾薩梅德拉諾區)
14°35′51″S 72°50′10″W / 14.59750°S 72.83611°W
亞納奧霍山（Yana Uqhu），是秘魯的山峰，位於該國南部阿普里馬克大區，由安塔班巴省的胡安埃斯皮諾薩梅德拉諾區負責管轄，屬於萬索山脈的一部分，海拔高度4,800米。